# Castle Hill, Mere
Castle Hill är en medeltida slottsruin i Storbritannien. Det ligger vid Mere i grevskapet Wiltshire och riksdelen England, i den södra delen av landet, 160 km väster om huvudstaden London. 
Befästningen byggdes år 1253. Idag återstår knappt något ovan jord. 
Terrängen runt Castle Hill är platt och platsen ligger 144 meter över havet. Runt Castle Hill är det ganska tätbefolkat, med 116 invånare per kvadratkilometer. Närmaste större samhälle är Gillingham, 6 km söder om Castle Hill. Trakten runt Castle Hill består i huvudsak av gräsmarker.